# Musée de Zarzis
Le musée de Zarzis est un musée archéologique et patrimonial tunisien situé dans la ville de Zarzis. Il occupe l'ancienne église catholique Notre-Dame de la Garde construite en 1920, à l'époque du protectorat français.

## Construction de l'église
Située dans les Territoires du Sud, restés sous administration militaire jusqu'à l'indépendance de la Tunisie, la ville de Zarzis compte trop peu de chrétiens à l'époque du protectorat pour que l'archevêché de Carthage juge utile de construire une église dans cette région reculée et turbulente qui dépend de la paroisse de Gabès.
L'arrivée du père Gabriel Deshay en septembre 1913 va bouleverser cette situation. Affilié à la congrégation de Notre-Dame de Sion, il sillonne le sud du pays pendant deux ans. Nommé aumônier militaire à la tête de cet immense territoire en octobre 1915, il vend tous les biens qu'il possède pour les consacrer à la construction d'églises.
Après avoir bâti l'église Notre-Dame-des-Victoires de Tataouine en 1918, il s'installe en 1920 à Zarzis où il n'y a à l'époque que quelques colons français et des familles maltaises et italiennes. Logé chez un habitant qui lui fournit également le couvert, il célèbre les offices dans un magasin aménagé où il pleut l'hiver et règne la fournaise l'été. Encouragé par son succès à Tataouine, il achète un terrain pour 950 francs et, se faisant architecte, maçon et carrier, entreprend de construire une église dans le style du pays.

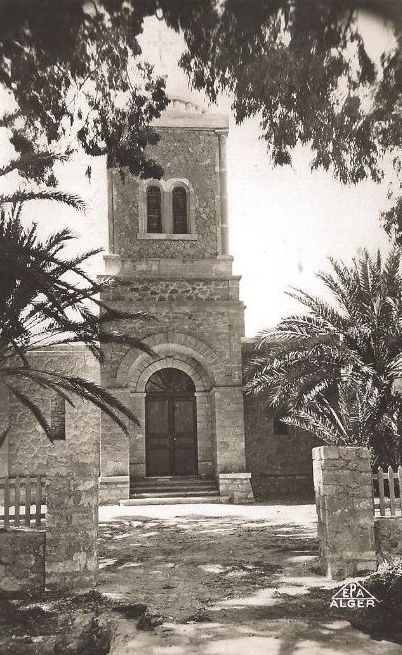
Façade de l'église dans les années 1940.

La première pierre est bénie par Monseigneur Leynaud le 23 avril 1920. Très populaire chez les Tunisiens, le prêtre reçoit même leur aide financière pour finir l'édifice. Le 22 novembre 1922, l'église Notre-Dame de la Garde est inaugurée par l'archevêque de Carthage, Monseigneur Alexis Lemaître.
Jusqu'à sa mort, cette église reste le lieu d'ancrage du père Deshay qui sillonne la région, apportant un soutien spirituel aux soldats en poste dans cet immense territoire. Il en profite pour continuer la construction d'autres chapelles à Bordj le Bœuf, Ben Gardane et Kébili. Son œuvre est récompensée lorsque le résident général de France en Tunisie, Lucien Saint, lui rend visite dans son église le 10 mai 1926. Le soir même, il meurt subitement alors qu'il est sur son prie-Dieu.
Il est inhumé dans son église après que les soldats lui aient rendu les honneurs devant toute la population, européenne comme tunisienne. À la demande de la résidence générale, un monument à sa mémoire est édifié sur sa tombe et béni par Monseigneur Lemaître le 11 novembre 1926.
Ses successeurs finissent par regagner Gabès et renoncent à desservir régulièrement ces églises éloignées et difficiles d'accès.

## Bâtiment après l'indépendance
L'église est finalement fermée à l'occasion du modus vivendi signé entre le gouvernement tunisien et le Vatican le 10 juillet 1964. Le bâtiment est cédé gratuitement avec l'assurance qu'il ne sera utilisé qu'à des fins d'intérêt public compatibles avec son ancienne destination. Il est alors transformé en musée après que le clocher ait été remplacé par une coupole.

## Musée archéologique et patrimonial
Rouvert en 2003, ce musée présente l'histoire de la presqu'île de Zarzis et des plus importants sites antiques de la région du Sud au travers de pièces archéologiques mais également d'objets de la vie quotidienne qui ont traversé les siècles.
L'époque carthaginoise est représentée par une amphore extraite d'une épave et comportant une épitaphe en caractères puniques ainsi que par un sarcophage en bois daté du IVe siècle av. J.-C.
Une maquette du site de Gigthis rappelle l'importance des échanges économiques à l'époque romaine, illustrée par les statues et les stèles de Zita (Zian) et les collections de céramiques punique et romaine provenant des sites de Chammakh, Ras Lemsa et Al Alindaya.
Le visiteur peut également contempler les outils et les instruments utilisés par les Zarzisiens dans les trois activités qui ont marqué leur vie quotidienne depuis l'Antiquité à savoir la culture de l'olivier, la pêche et le commerce.
Le circuit se termine par le trésor de l'empereur romain Gallien (253 - 268),.